# Преријски пас
Преријски пси (род Cynomys) јесу биљоједи који насељавају прерије, травнате површине Северне Америке. Постоји пет врста: црнорепи, белорепи, Ганисонов, јутски и мексички. Представљају тип земне веверице из Северне Америке. У Мексику су углавном лоцирани у северним државама (у областима СЗ Сонора, СИ Чивава, С. Коахиља, С. Нуево Леон и С. Тамаулипас). У САД се налазе западно од реке Мисисипи, али и у неколико источних места. Исто тако, насељавају и канадске прерије. Упркос имену, нису заправо пси.